# Мікяшевська сільська рада
Мікя́шевська сільська рада (рос. Микяшевский сельский совет) — муніципальне утворення у складі Давлекановського району Башкортостану, Росія. Адміністративний центр — село Мікяшево.

## Населення
Населення — 868 осіб (2019, 1040 в 2010, 878 в 2002).

## Склад
До складу поселення входять такі населені пункти:
| Населений пункт         | Населення, осіб (2002) | Населення, осіб (2010) |
| ----------------------- | ---------------------- | ---------------------- |
| Ахуново, присілок       | 52                     | 72                     |
| Горчаки, присілок       | 114                    | 120                    |
| Красна Поляна, присілок | 78                     | 66                     |
| Мікяшево, село          | 634                    | 782                    |